# Лютсарел Гертрейда
Лютсарел Гертрейда (нід. Lutsharel Geertruida; нар. 18 липня 2000, Роттердам) — нідерландський футболіст, правий захисник німецького клубу «РБ Лейпциг» та національної збірної Нідерландів.

## Клубна кар'єра
Лютсарел Гертрейда народився в Роттердамі неподалік домашнього стадіону клубу «Фейєноорд». Виступав за місцеві футбольні академії клубів «Овермас», «Спартан '20», «Спарта» та «Феєноорд». У жовтні 2017 року авторитетне британське видання «Гардіан» включило гравця до списку «60 найкращих молодих талантів світового футболу».
25 жовтня 2017 року дебютував в основному складі «Феєнорда», вийшовши на заміну Джеррі Сен-Жюсту в матчі Кубка Нідерландів проти «Свіфта» (4:1). 23 грудня 2018 року він дебютував в Ередівізі, вийшовши на заміну замість Робіна ван Персі в матчі проти «АДО Ден Гаг». Після уходу влітку 2020 року з команди Ріка Карсдорпа, конкурента на позицію правого захисника, Гертрейда став основним гравцем роттердамців.

## Кар'єра у збірній
Лютсарел виступав за юнацькі збірні Нідерландів до 16, до 17, до 18 і до 19 років.
З командою до 21 року Гертрейда брав участь у молодіжному чемпіонаті Європи 2021 року, замінивши у фінальній заявці в останній момент травмованого Юррієна Тімбера, але на поле на турнірі не виходив.
24 березня 2023 року у матчі відбору до Євро-2024 проти команди Франції Лютсарел Гертрейда дебютував у складі національної збірної Нідерландів.
У травні 2024 року Гертрейда був внесений до заявки національної збірної для участі у Євро-2024.

## Досягнення
«Феєнорд»
- Чемпіон Нідерландів: 2022–23[7]
- Володар Кубка Нідерландів (2): 2017–18, 2023–24[8]
- Володар Суперкубка Нідерландів (3): 2017, 2018, 2024[9]

Особисті досягнення
- Команда місяця Ередивізі (2): лютий 2024[10], травень 2024[11]